# یواس‌اس ماریجا (اس‌پی-۴۱۳)
یواس‌اس ماریجا (اس‌پی-۴۱۳) (به انگلیسی: USS Marija (SP-413)) یک کشتی بود که طول آن ۴۶ فوت (۱۴ متر) بود.